# Stenophylax lasareus
Stenophylax lasareus är en nattsländeart som först beskrevs av Olah 1985.  Stenophylax lasareus ingår i släktet Stenophylax och familjen husmasknattsländor. Inga underarter finns listade i Catalogue of Life.